# Bilma
Bilma – miasto w północno-wschodnim Nigrze, w regionie Agadez, w departamencie Bilma, na Saharze, u stóp progu Kawari (Kaouri). Znajdują się tu eksploatowane od wieków saliny – cel dorocznych karawan ludu Tuaregów po sól kamienną. Trasa karawan wiedzie z gór Aïr, poprzez piaszczystą pustynię Ténéré. W 2005 populacja Bilmy wynosiła około 2300 mieszkańców.